# British Rail 380 sorozat
A British Rail 380 sorozat egy angol 25 kV 50 Hz-es váltakozó áramú, három- vagy négyrészes villamosmotorvonat-sorozat, mely a Desiro családba tartozik. A Siemens Mobility gyártja 2009-től a 38 motorvonatot, az utolsó 2010-ben készül el. A FirstScotRail társaság fogja üzemeltetni Skóciában az Ayrshire és az Inverclyde régiókban. A jelenleg itt közlekedő British Rail 334 és British Rail 318 sorozatot fogják felváltani. Eredetileg az azóta már törölt Glasgow Airport Rail Link vonalra kerültek volna. 2009. május 17-én egy életnagyságú modell került Glasgow főpályaudvarra, melyet azóta már átszállítottak a Glasgowi Közlekedési Múzeumba.

## Technikai jellemzése
A motorvonatok három- és négyrészes változatban készülnek. A háromrészes tengelyelrendezése Bo'Bo'+2'2'+Bo'Bo', a négyrészesé Bo'Bo'+2'2'+2'2'+Bo'Bo'. Teljesítményük ugyanakkora, 1550 kW, emiatt a kisebb szerelvény gyorsulása jobb. Kialakítástól függően 190 vagy 282 személyesek lesznek. Található bennük angol szabványú konnektor is, mely a hosszabb távon közlekedő járműveken szinte alapkövetelmény. A járművek szükség esetén összekapcsolhatóak, ekkor a nagyméretű első ajtók kinyithatóak, hogy a teljes szerelvény átjárható legyen.